# Muhuru

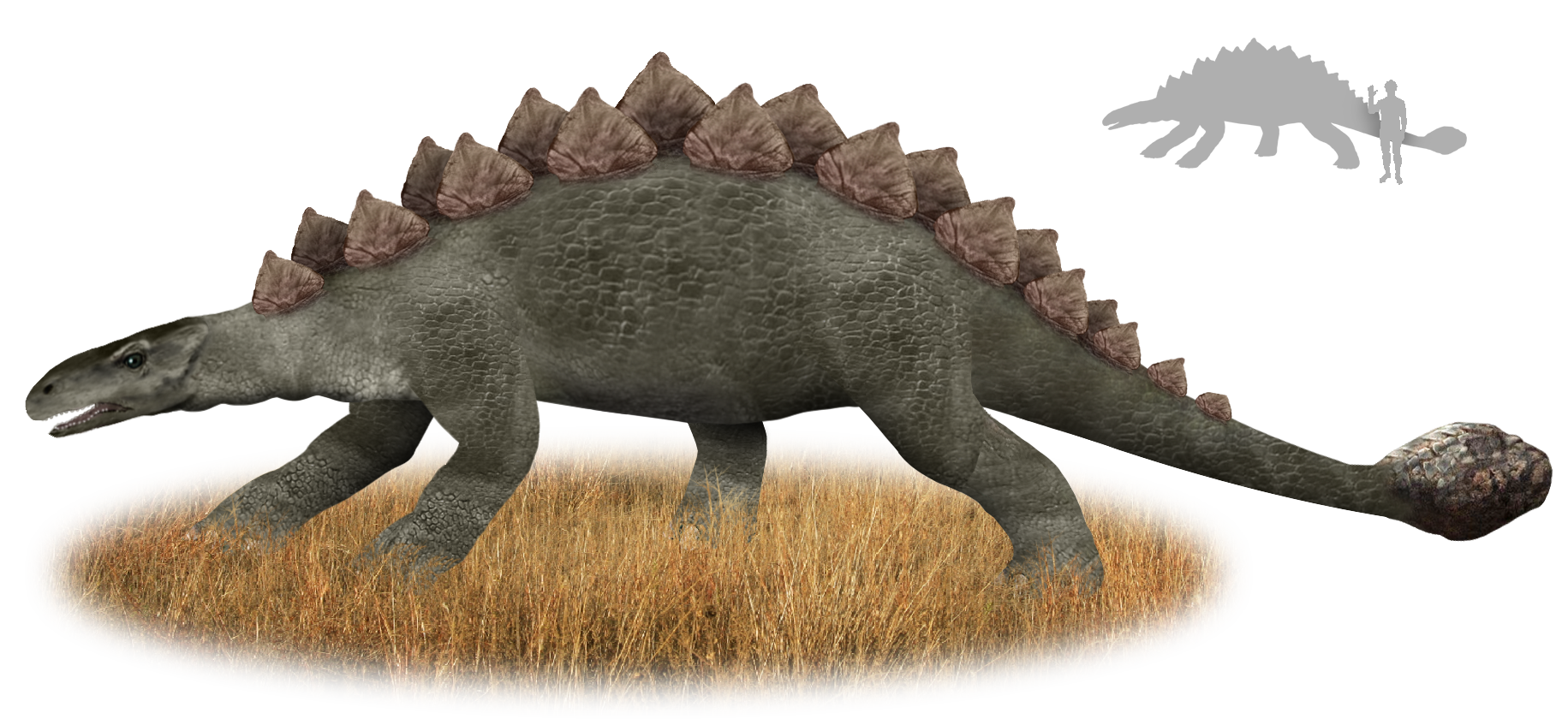
Muhuru artist's impression

Muhuru is een cryptozoölogisch wezen dat zou leven in de oerwouden van Kenia. Het zou een zwaar gepantserd beest zijn met dikke botplaten op zijn rug en een knots aan het uiteinde van zijn staart. Missionaris Cal Bombay en zijn vrouw maakte het eerste verslag van het schepsel.
Hoewel het nooit in de paleontologische literatuur is besproken, wordt in cryptozoölogische kringen gespeculeerd dat het een hedendaagse afstammeling zou zijn van het geslacht  Stegosaurus  of meer een  Ankylosaurus.